# Adam Holender
Pour les articles homonymes, voir Holender.
Adam Holender, né le 13 novembre 1937 à Cracovie (Pologne), est un directeur de la photographie (membre de l'ASC) et réalisateur polonais.

## Biographie
Après des débuts dans son pays natal dès la fin des années 1950 comme assistant opérateur ou cadreur, Adam Holender s'installe vers 1968 aux États-Unis ; il y contribue comme chef opérateur à vingt-six films américains (ou en coproduction), depuis Macadam Cowboy de John Schlesinger (1969, avec Dustin Hoffman et Jon Voight) jusqu'à Sexy Devil d'Alec Baldwin (2007, avec Jennifer Love Hewitt et Anthony Hopkins).
Entretemps, mentionnons Panique à Needle Park de Jerry Schatzberg (1971, avec Al Pacino et Kitty Winn), Le Temps du rock'n'roll de Taylor Hackford (1980, avec Ray Sharkey et Tovah Feldshuh), Une journée de fous d'Howard Zieff (1989, avec Michael Keaton et Christopher Lloyd) et Smoke de Wayne Wang (1995, avec William Hurt et Harvey Keitel).
Toujours au cinéma, il est le réalisateur de Twisted (en) (avec Christian Slater et Lois Smith), sorti en 1986.
Pour la télévision américaine, Adam Holender dirige les prises de vues de quatre téléfilms, le premier diffusé en 1978, le dernier en 2000 ; parmi eux, citons L'Écrin de l'ombre de Paul Newman (1980, avec Joanne Woodward et Christopher Plummer).
Signalons aussi sa participation à deux séries (1985-2000).

## Filmographie partielle
(comme directeur de la photographie, sauf mention contraire)

### Cinéma
- 1969 : Macadam Cowboy (Midnight Cowboy) de John Schlesinger
- 1970 : Portrait d'une enfant déchue (Puzzle of a Downfall Child) de Jerry Schatzberg
- 1971 : Panique à Needle Park (The Panic in Needle Park) de Jerry Schatzberg
- 1972 : De l'influence des rayons gamma sur le comportement des marguerites (The Effect of Gamma Rays on Man-in-the-Moon Marigolds) de Paul Newman
- 1974 : Enquête dans l'impossible (Man on a Swing) de Frank Perry
- 1979 : La Vie privée d'un sénateur (The Seduction of Joe Tynan) de Jerry Schatzberg
- 1979 : Promises in the Dark de Jerome Hellman
- 1980 : Simon de Marshall Brickman
- 1980 : Le Temps du rock'n'roll (The Idolmaker) de Taylor Hackford
- 1986 : La Tête dans les nuages (The Boy Who Could Fly) de Nick Castle
- 1986 : Twisted (réalisateur)
- 1987 : La Rue (Street Smart) de Jerry Schatzberg
- 1988 : Le Complot (To Kill a Priest) d'Agnieszka Holland
- 1989 : Une journée de fous (The Dream Team) d'Howard Zieff
- 1989 : Mélodie pour un meurtre (Sea of Love) d'Harold Becker (prises de vues additionnelles)
- 1994 : Fresh de Boaz Yakin
- 1995 : Smoke de Wayne Wang
- 1995 : Brooklyn Boogie (Blue in the Face) de Paul Auster et Wayne Wang
- 1996 : I'm Not Rappaport de Herb Gardner (en)
- 1997 : 8 Têtes dans un sac (8 Heads in a Duffel Bag) de Tom Schulman
- 1998 : Sonia Horowitz, l'insoumise (A Price Above Rubies) de Boaz Yakin
- 1998 : Éveil à la vie (Wide Awake) de M. Night Shyamalan
- 2002 : Rollerball de John McTiernan (prises de vues additionnelles)
- 2005 : L'Impasse : De la rue au pouvoir (Carlito's Way: Rise to Power) de Michael Bregman
- 2007 : Sexy Devil (Shortcut to Happiness ou The Devil and Daniel Webster) d'Alec Baldwin

### Télévision
(téléfilms)
- 1978 : The Other Side of Hell de Ján Kadár
- 1980 : L'Écrin de l'ombre (The Shadow Box) de Paul Newman
- 1984 : Deux garçons et une fille (Threesome) de Lou Antonio